# أنغ ثونغ
أنغ ثونغ (بالإنجليزية: Ang Thong)‏ هي مدينة من مدن تايلاند. يبلغ عدد سكانها 13,738 نسمة وذلك حسب إحصائيات سنة 2006. تقع على خط عرض
14.5925 وخط طول 100.45722.